# Quai des Antilles
Ne doit pas être confondu avec Boulevard des Antilles.
Le quai des Antilles est un quai de Nantes, en France.

## Situation et accès
Situé à la pointe ouest de l'Île de Nantes, le long de la Loire (bras de la Madeleine) entre les quais Fernand-Crouan (au nord) et Président-Wilson (au sud).
Cette ancienne infrastructure du Grand port maritime de Nantes-Saint-Nazaire, longue de 500 mètres, est aujourd'hui fermé au trafic fluvio-maritime de marchandises, mais la présence d'une ancienne voie ferrée parmi le pavage de la chaussée, rappelle son passé industriel et commercial.
Rénové au début des années 2000, il accueille désormais des activités festives au sein du hangar à bananes, tandis que les rambardes du quai sont également agrémentées par Les Anneaux, œuvre de Daniel Buren et Patrick Bouchain.

## Origine du nom
Depuis 1905, le quai porte le nom de l'archipel des Antilles.

## Historique
Commencé en 1902 et terminé en 1904, il est nommé « quai des Antilles » en 1905 en référence aux relations anciennes entre le port de Nantes et les Antilles françaises.
Mais les tout débuts de son aménagement remontent à 1840 : avec l'apparition des premiers chantiers navals de Nantes, les berges de l'île de la Prairie au Duc sont en effet peu à peu stabilisées, mais il faudra attendre le début du XXe siècle, avec le comblement des bras de la Loire et la suppression de l'île Mabon (ou île Lemaire), pour que le quai des Antilles prenne sa forme définitive.
Le 23 septembre 1943, le port, les chantiers, les quais et la gare de l'État sont atteints par les bombardements alliés. Après la Seconde Guerre mondiale, le quai endommagé est reconstruit. Destiné principalement au trafic portuaire, notamment l'importation de bananes en provenance des Antilles (ce qui nécessitera la construction du hangar à bananes), il reçoit également sur sa partie amont les navires en cours d'armement,.
En 1950, la construction du musoir à sa pointe permet son raccordement au quai Wilson. Désaffecté à la suite de la fermeture des chantiers Dubigeon en 1987, il fait l'objet d'un programme de réaménagement à la fin des années 2000 pour devenir un lieu de promenade en bord de Loire, avec un hangar à bananes accueillant désormais des bars, des restaurants, une discothèque et un théâtre. Il est notamment agrémenté des anneaux de Buren et Bouchain, œuvre permanente installée en 2007 et symbolisant le passé négrier de la ville.
Depuis 2004, le « hangar 32 », ancien hangar portuaire réhabilité situé sur la partie nord du quai, accueille une exposition permanente autour du projet urbain de l'île de Nantes.
Au hangar 31 se trouve l'association « La Cale 2 L'île » créée en 1989, dont la vocation est de sauvegarder le patrimoine maritime et fluvial. En 2005, elle mena à bien la reconstruction de l'un des bateaux de Jules Verne, le Saint-Michel II.
La partie dédiée à la circulation automobile située parallèlement à environ 70 m à l'est du quai porte depuis 2008 le nom de « boulevard des Antilles ».
Le nom de « Quai des Antilles » a été attribué au terminus de la ligne de Chronobus C5 (mise en service à la rentrée 2013) qui se trouve néanmoins à l'extrémité ouest du boulevard de la Prairie-au-Duc.

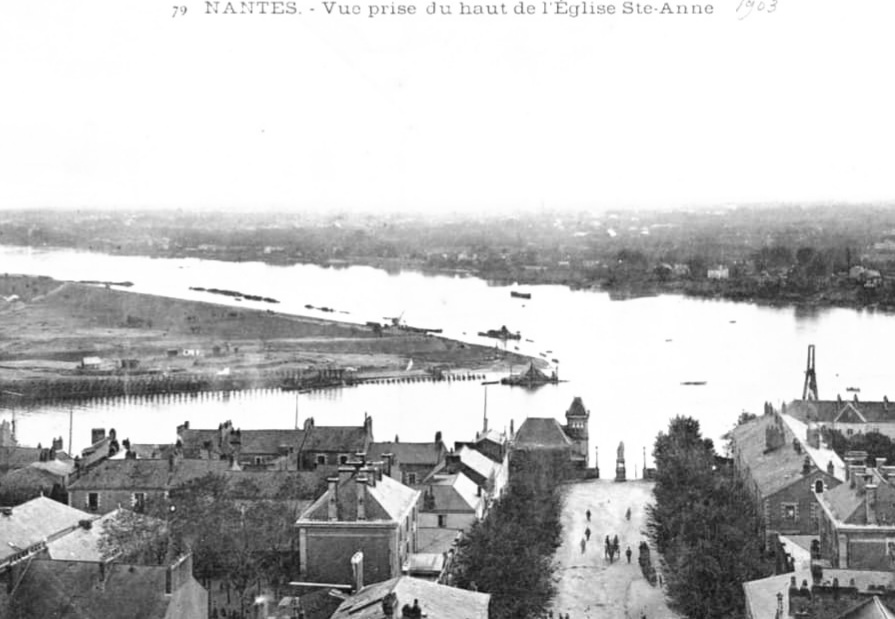
Quai des Antilles en cours d'aménagement sur le bras de la Madeleine et site du futur quai Président-Wilson sur le bras de Pirmil
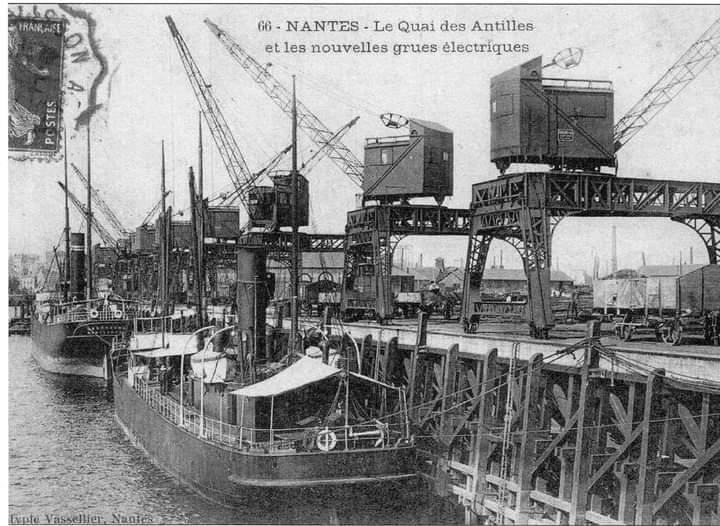
Quai des Antilles au temps de son exploitation portuaire

## Bâtiments remarquables et lieux de mémoire
- Anneaux du Buren
- Hangar à bananes

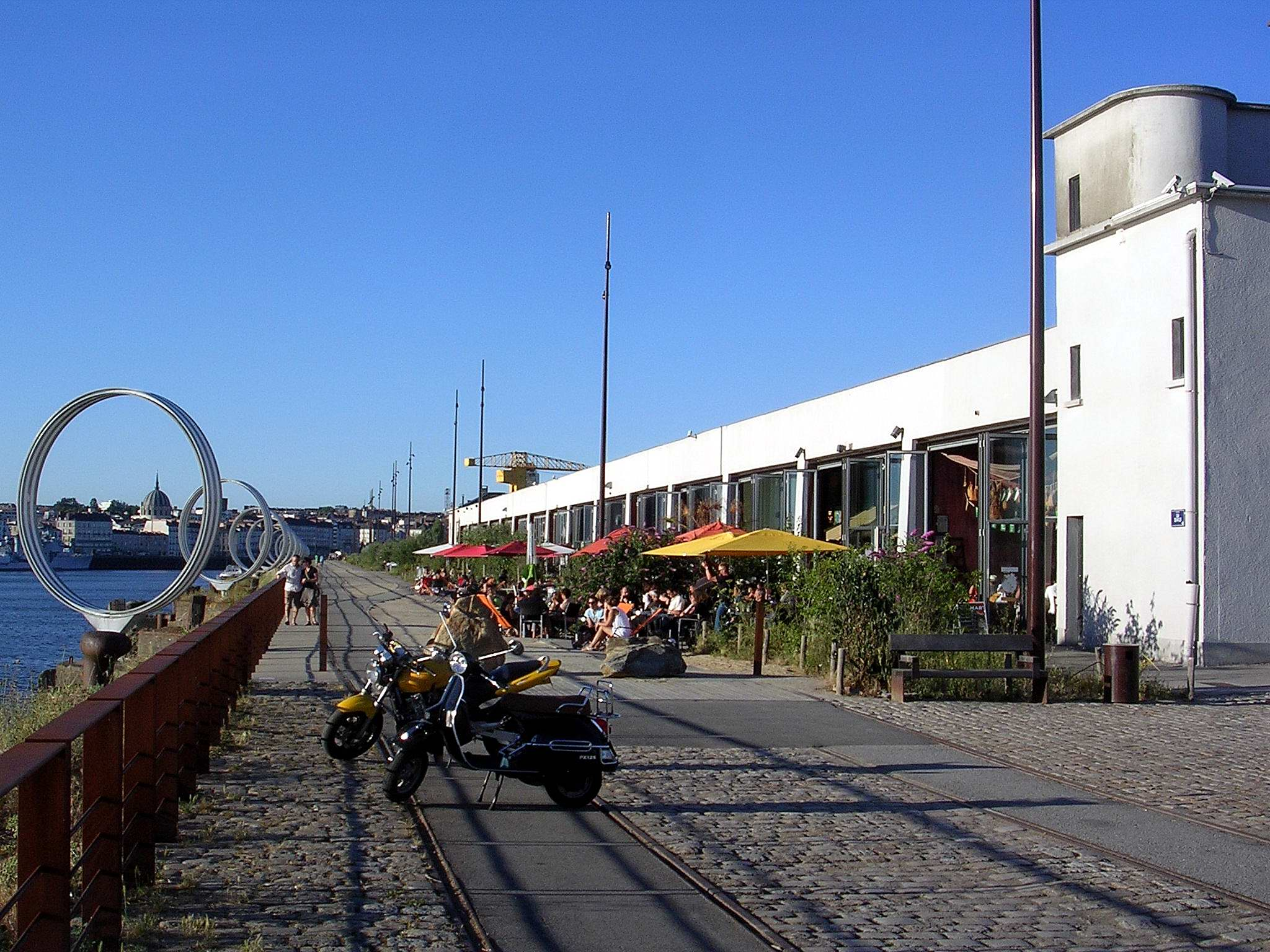
Les Anneaux de Buren et le Hangar à bananes sur le quai des Antilles.
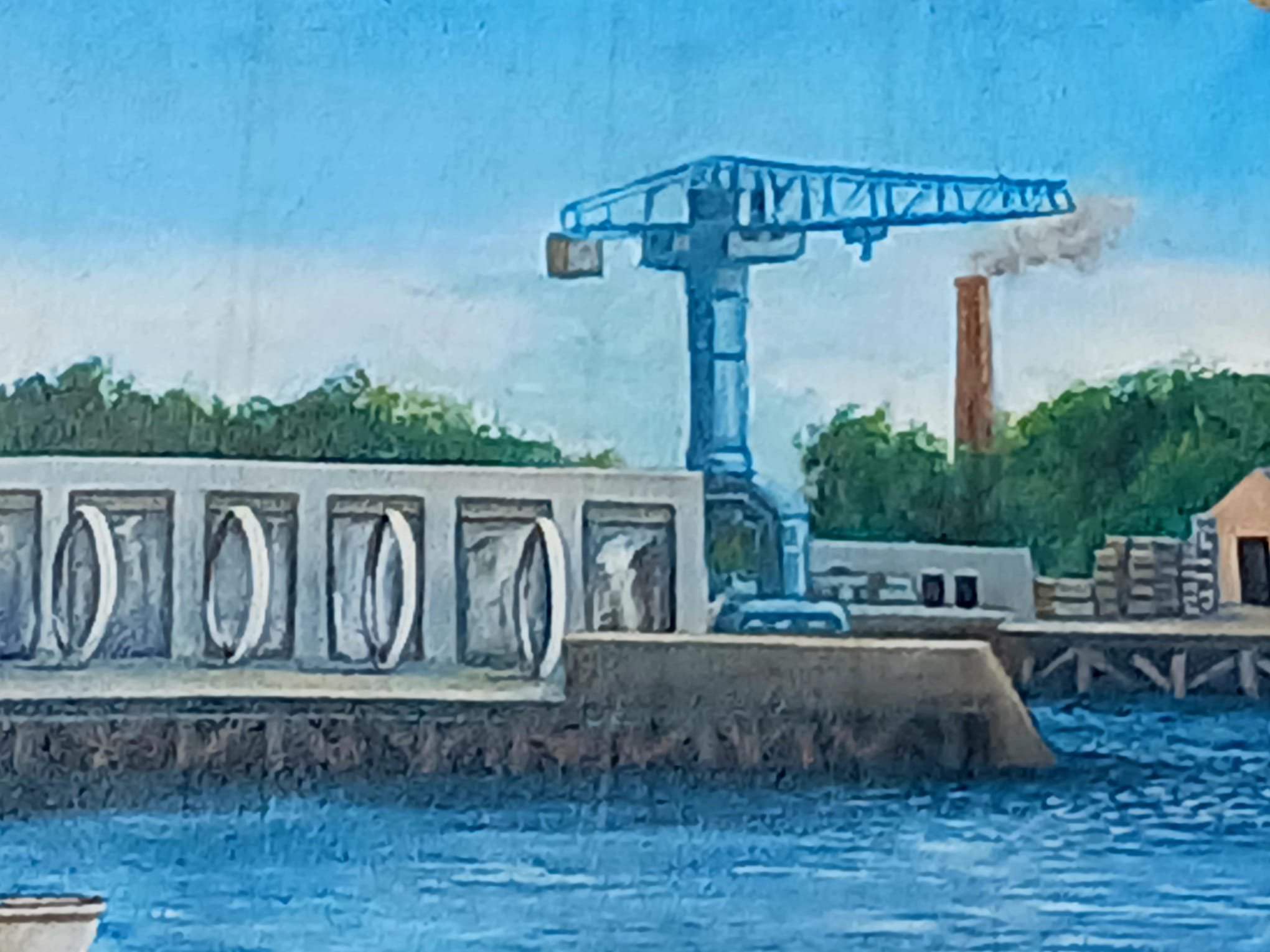
La grue grise, le hangar à bananes et les Anneaux de Buren représentés sur Le Mur tombé du ciel.

Nantes : vue panoramique du quai des Antilles depuis la butte Sainte-Anne
Quai des Antilles, de la grue jaune à la grue grise (prise de vue de 2004, le hangar à bananes n'est pas encore réaménagé et les anneaux de Buren ne seront installés qu'en 2007). Les cinq grues Mofag (vertes et bleue, aujourd'hui disparues) du quai Président-Wilson ont été démontées après l'arrêt définitif de l'activité portuaire à cet endroit en 2007.